# 야마나카 다쓰미
야마나카 다쓰미(일본어: 山中 巽, 1944년 1월 4일 ~ )는 일본의 전 프로 야구 선수이다. 아이치현 나고야시 출신이며 현역 시절 포지션은 투수였다.

## 인물
주쿄 상업고등학교 시절인 1학년 때 1959년 하계 고시엔 대회(제41회 전국 고등학교 야구 선수권 대회)에서 대기 투수로서 출전했지만 1차전 상대인 다카나베 고등학교한테 패하면서 등판 기회가 없었다. 이때 당시 3학년이자 유격수였던 이시구로 가즈히로가 있었다. 1961년에는 에이스로서 고시엔 대회의 춘계와 하계 대회에 연속으로 출전했다. 춘계 선발 대회(제33회 선발 고등학교 야구 대회)의 1차전에서 고쿠라 공업고등학교에게 석패했고 하계 선수권 대회(제43회 전국 고등학교 야구 선수권 대회)의 준준결승에서는 이 대회에서 우승한 나미쇼 고등학교의 오자키 유키오와 투수전을 펼쳤지만 0대 14로 대패했다. 당시 동료에는 동기인 3루수 에토 쇼조, 중견수 아이바 요시히로, 포수 오모리 히데오, 1년 아래인 투수 하야시 도시히코, 포수 기마타 다쓰히코 등이 있었다.
이듬해 1962년 주니치 드래건스에 입단해 호쾌한 투구폼에서 반복되는 직구를 무기로 2년째인 1963년에는 15승(6패)을 거둬 최고 승률(0.714) 타이틀을 획득했다. 2년 후인 1965년에도 12승(2패), 승률 0.857이라는 좋은 성적으로 또다시 최고 승률 타이틀을 획득하는 등 곤도 히로시의 뒤를 이은 주니치의 에이스로서 활약했다. 결정구는 포크볼을 무기로 삼았고 가끔 슬라이더, 슈토, 커브 등도 던졌다.
1968년 8월 24일과 25일 양일에 있은 메이지 진구 야구장에서의 산케이 스왈로스전에서 연투했을 때 도요다 야스미쓰에게서 이틀 연속으로 대타 끝내기 홈런을 맞는 진기록을 남겼다.
그 후 내장질환을 앓은 병력이 있어서 1970년 시즌 종료 후 26세의 나이로 현역에서 은퇴했고 이후 구단에 남아 전력분석원을 거쳐 프런트에 들어가 영업부 주임 등을 지냈다.

## 상세 정보

### 출신 학교
- 주쿄 상업고등학교

### 선수 경력
- 주니치 드래건스(1962년 ~ 1970년)

### 수상·타이틀 경력
- 최고 승률 : 2회(1963년, 1965년) ※센트럴 리그 5위 타이

### 개인 기록
- 첫 등판 : 1962년 4월 14일, 대 다이요 웨일스 1차전(가와사키 구장), 7회말부터 3번째 투수로서 구원 등판·마무리, 2이닝 무실점
- 첫 선발 등판 : 1962년 4월 29일, 대 요미우리 자이언츠 3차전(주니치 구장), 2와 2/3이닝 4실점으로 패전 투수
- 첫 승리·첫 선발 승리 : 1963년 4월 14일, 대 고쿠테쓰 스왈로스 3차전(주니치 구장), 8이닝 3실점
- 첫 완투 승리 : 1963년 8월 1일, 대 다이요 웨일스 19차전(주니치 구장), 9이닝 2실점(1자책점)
- 첫 완봉 : 1963년 8월 4일, 대 고쿠테쓰 스왈로스 18차전(주니치 구장)
- 올스타전 출장 : 1회(1966년)

### 등번호
- 21(1962년 ~ 1970년)

### 연도별 투수 성적
| 연 도      | 소 속      | 등 판 | 선 발 | 완 투 | 완 봉 | 무 4 구 | 승 리 | 패 전 | 세 이 브 | 홀 드 | 승 률 | 타 자 | 이 닝  | 피 안 타 | 피 홈 런 | 볼 넷 | 고 4 | 몸 맞 | 탈 삼 진 | 폭 투 | 보 크 | 실 점 | 자 책 점 | 평 자 책 | W H I P |
| ---------- | ---------- | ----- | ----- | ----- | ----- | ------- | ----- | ----- | -------- | ----- | ----- | ----- | ------ | -------- | -------- | ----- | ---- | ----- | -------- | ----- | ----- | ----- | -------- | -------- | ------- |
| 1962년     | 주니치     | 14    | 1     | 0     | 0     | 0       | 0     | 1     | --       | --    | .000  | 96    | 22.2   | 23       | 3        | 4     | 0    | 1     | 13       | 0     | 0     | 13    | 11       | 4.30     | 1.19    |
| 1963년     | 주니치     | 45    | 26    | 7     | 3     | 3       | 15    | 6     | --       | --    | .714  | 782   | 197.1  | 164      | 17       | 44    | 2    | 2     | 88       | 2     | 0     | 67    | 62       | 2.82     | 1.05    |
| 1964년     | 주니치     | 30    | 16    | 2     | 1     | 0       | 7     | 7     | --       | --    | .500  | 454   | 104.2  | 102      | 13       | 46    | 3    | 0     | 52       | 1     | 1     | 56    | 43       | 3.69     | 1.41    |
| 1965년     | 주니치     | 31    | 22    | 7     | 0     | 2       | 12    | 2     | --       | --    | .857  | 612   | 155.1  | 130      | 9        | 35    | 1    | 3     | 79       | 1     | 0     | 36    | 34       | 1.97     | 1.06    |
| 1966년     | 주니치     | 34    | 31    | 9     | 1     | 1       | 14    | 12    | --       | --    | .538  | 892   | 217.2  | 191      | 19       | 64    | 3    | 2     | 106      | 1     | 0     | 71    | 59       | 2.44     | 1.17    |
| 1967년     | 주니치     | 24    | 22    | 3     | 1     | 1       | 5     | 6     | --       | --    | .455  | 529   | 121.2  | 127      | 15       | 46    | 2    | 1     | 73       | 2     | 0     | 56    | 51       | 3.76     | 1.42    |
| 1968년     | 주니치     | 41    | 22    | 6     | 1     | 1       | 8     | 8     | --       | --    | .500  | 717   | 174.2  | 153      | 26       | 49    | 5    | 4     | 105      | 0     | 0     | 67    | 56       | 2.88     | 1.16    |
| 1969년     | 주니치     | 14    | 9     | 0     | 0     | 0       | 0     | 7     | --       | --    | .000  | 187   | 44.2   | 44       | 11       | 16    | 1    | 1     | 26       | 1     | 0     | 27    | 27       | 5.40     | 1.34    |
| 통산 : 8년 | 통산 : 8년 | 233   | 149   | 34    | 7     | 8       | 61    | 49    | --       | --    | .555  | 4269  | 1038.2 | 934      | 113      | 304   | 17   | 14    | 542      | 8     | 1     | 393   | 343      | 2.97     | 1.19    |

- 굵은 글씨는 시즌 최고 성적.